# Кольбер (крейсер)
«Кольбер» (фр. Colbert) — крейсер ВМС Франции. Получил название в честь французского государственного деятеля Жан-Батиста Кольбера. Был построен как крейсер ПВО, вооружённый универсальной артиллерией. В 1970—1972 годах прошёл радикальную модернизацию, в результате став ракетным крейсером. После вывода из боевого состава флота с 1993 по 2007 годы был кораблём-музеем в Бордо. В 2016 году разобран на лом.